# Comodoro Rivadavia
Comodoro Rivadavia ist eine wichtige Hafen- und Industriestadt an der Atlantikküste der Provinz Chubut im südlichen Argentinien. Sie ist die Hauptstadt des Departamento Escalante und mit 177.038 Einwohnern (2010, INDEC) die größte Stadt der Provinz. Comodoro Rivadavia ist nach dem Marineoffizier und argentinischen Marineminister Martín Rivadavia (1852–1901) benannt, einem Enkel des ersten argentinischen Präsidenten Bernardino Rivadavia.

## Lage
Die insgesamt sehr weitläufig angelegte Stadt liegt in mehreren Nebenbuchten des Golfo San Jorge, einem von bis zu 600 Meter hohen Bergen umgebenen Golf des Südatlantiks, sowie in einigen Trockentälern in der Umgebung. Nördlich des Zentrums direkt am Meer befindet sich der Cerro Chenque, ein 212 Meter hoher, pyramidenförmiger Berg, der das Stadtbild bestimmt. Der höchste Berg im Stadtgebiet – und der ganzen Region – ist jedoch der 615 Meter hohe Pico Salamanca, gelegen etwa 20 km nördlich des Zentrums.
Die Umgebung gehört zur patagonischen Steppe, die jedoch in dieser Region anders als im Rest der Region stark zerfurcht ist, mit zahlreichen engen Tälern, in denen zum Teil etwas Landwirtschaft betrieben wird.

## Klima
Das Klima ist insgesamt mild und gemäßigt, aber windig: im Sommer sind es durchschnittlich 19 °C, im Winter 7 °C. Zu stürmischen Zeiten werden nicht selten Windgeschwindigkeiten bis zu 250 km/h gemessen, was an das Errichten hoher Gebäude besondere Anforderungen stellt. So wird die Stadt unter Einheimischen auch die „Hauptstadt des Windes“ genannt. Mit 300 Millimetern gibt es etwas mehr Niederschlag als auf der patagonischen Meseta, Regen fällt hauptsächlich im Winterhalbjahr, während der Sommer sehr sonnig ist.
|                       | Jan  | Feb  | Mär  | Apr  | Mai  | Jun  | Jul  | Aug  | Sep  | Okt  | Nov  | Dez  |   |       |
| Mittl. Tagesmax. (°C) | 26,1 | 25,0 | 22,4 | 18,6 | 14,2 | 10,9 | 10,8 | 12,8 | 15,4 | 18,8 | 22,1 | 24,5 | ⌀ | 18,4  |
| Mittl. Tagesmin. (°C) | 13,6 | 12,9 | 10,9 | 8,3  | 5,5  | 3,1  | 2,7  | 3,6  | 5,1  | 7,5  | 10,0 | 12,1 | ⌀ | 7,9   |
|                       |      |      |      |      |      |      |      |      |      |      |      |      |   |       |
| Niederschlag (mm)     | 11,6 | 14,4 | 18,2 | 25,4 | 37,4 | 35,9 | 23,4 | 20,1 | 20,1 | 16,4 | 14,5 | 10,1 | Σ | 247,5 |
|                       |      |      |      |      |      |      |      |      |      |      |      |      |   |       |
| Regentage (d)         | 2,9  | 3,5  | 4,7  | 5,0  | 6,9  | 6,7  | 5,8  | 6,1  | 6,3  | 5,4  | 4,6  | 3,9  | Σ | 61,8  |
|                       |      |      |      |      |      |      |      |      |      |      |      |      |   |       |
| Luftfeuchtigkeit (%)  | 37,9 | 42,7 | 47,2 | 49,4 | 57,3 | 60,1 | 57,2 | 54,2 | 51,5 | 45,9 | 40,8 | 38,9 | ⌀ | 48,6  |

| 13,6 |

| 12,9 |

| 10,9 |

| 8,3 |

| 5,5 |

| 3,1 |

| 2,7 |

| 3,6 |

| 5,1 |

| 7,5 |

| 10,0 |

| 12,1 |

| 13,6 |

| 12,9 |

| 10,9 |

| 8,3 |

| 5,5 |

| 3,1 |

| 2,7 |

| 3,6 |

| 5,1 |

| 7,5 |

| 10,0 |

| 12,1 |

## Geschichte
Vor der Ankunft europäischer Einwanderer war die Region Siedlungsgebiet der indigenen Tehuelche (Eigenbezeichnung Aonikenk) und Mapuche, die noch heute in der Gegend leben und ihre Kultur (Webkunst, Silberschmieden, Musik) pflegen.
Die Stadt Comodoro Rivadavia wurde 1901 als Zentrum der Schafzuchtgegend Zentralpatagoniens gegründet. Als jedoch 1907 auf der Suche nach Trinkwasser Erdöl gefunden wurde, begann die Stadt schnell zu wachsen. Am Aufbau der elektrischen Infrastruktur war der deutsche AEG-Konzern maßgeblich beteiligt. In den Jahren 1926 bis 1928 wurde ein Kraftwerk errichtet und die staatlichen Öl- und Gasfelder wurden mit 10 KV-Leitungen (Gesamtlänge 40 km) versorgt, die wegen der latenten Explosionsgefahr in Spezialausführung verlegt wurden.
Die Erdölförderung führte zur Ansiedlung zahlreicher Industrien und zu Binnenwanderung vor allem aus dem Nordwesten Argentiniens, aber auch aus dem Nachbarland Chile, so dass Comodoro Rivadavia heute eine sehr gemischte Bevölkerung aufweist.
Zwischen 1944 und 1955 war Comodoro Rivadavia Hauptstadt der sogenannten Zona Militar de Comodoro Rivadavia, einer administrativen Einheit mit einem den Provinzen vergleichbaren Status, die mit dem Ziel gegründet worden war, die Erdölförderung vor einer möglichen ausländischen Invasion während des Zweiten Weltkrieges zu schützen und von den Provinzen Chubut und Santa Cruz abgespalten worden war.
Am 15. Februar 1953 ereignete sich bei Comodoro Rivadavia ein schwerer Eisenbahnunfall, als ein Triebwagen entgleiste und eine Böschung hinab stürzte. 23 Menschen starben, 42 wurden darüber hinaus verletzt.
Seit 1957 ist die Stadt Sitz des römisch-katholischen Bistums Comodoro Rivadavia. Bischofskirche ist die Kathedrale San Juan Bosco, die 1978 fertig gestellt wurde.

## Sehenswürdigkeiten
Die Stadt ist architektonisch modern und hat keine besonders sehenswerten Bauwerke aufzuweisen. Von Interesse sind jedoch die Museen: Das Museo del Petroleo im Stadtteil General Mosconi zählt zu den wichtigsten der Welt, die sich mit dieser Thematik befassen. Zusätzlich gibt es noch das Museo Regional Patagónico, das sich mit diversen Aspekten wie Geographie und Geschichte Patagoniens befasst, das Museo Paleontológico mit Fossilien aus der Region und das Museo de Bellas Artes mit Kunstwerken regionaler und nationaler Künstler.

## Bildung und Kultur
Comodoro Rivadavia ist der Hauptsitz der wichtigsten Universität Patagoniens, der Universidad Nacional de la Patagonia San Juan Bosco, die weitere Filialen in Städten wie Trelew, Puerto Madryn und Esquel unterhält. Die Universität ist eines der Zentren der kulturellen Aktivität der Stadt, eine weitere wichtige Institution ist das größte Theater Teatro Centro. Eine Reihe unabhängiger Kleinkulturzentren komplettieren die recht aktive Kulturszene. Das Nachtleben ist ebenfalls aktiv, vier Großraumdiskotheken und einige Musik-Bars sind zum Teil die gesamte Woche über geöffnet und bieten oftmals Livemusik.

## Wirtschaft
Die Stadt ist heute eines der wichtigsten Zentren der argentinischen Erdölproduktion und besitzt mehrere Industriebetriebe, die das Rohöl verarbeiten. Zudem ist es die Handelsmetropole für den gesamten Süden Patagoniens. Im Aufschwung befindet sich die Windenergieproduktion in der Gegend; auf den Hügeln in der Umgebung der Stadt steht der größte Windpark Südamerikas, der 15 Prozent der in Comodoro verbrauchten elektrischen Energie erzeugt.
Insgesamt ist Comodoro Rivadavia eine im innerargentinischen Vergleich reiche Stadt, die Löhne liegen über dem Durchschnitt, die Armutsquote der Agglomeration Comodoro Rivadavia - Rada Tilly deutlich darunter. Dies liegt weitgehend an einem Aufschwung in der lokalen Erdölwirtschaft wegen der hohen Ölpreise in den mittleren 2000ern. Auch wegen der recht hohen Mietkosten im Zentrum haben sich jedoch zahlreiche kleine Elendsviertel am Stadtrand gebildet.
Nördlich der Stadt befindet sich der Flughafen Comodoro Rivadavia, der den Ort mit dem Rest des Landes verbindet.

## Sport
Der wichtigste Fußballverein der Stadt ist CAI Comodoro Rivadavia, der als einziger Verein aus Patagonien überhaupt in der zweiten argentinischen Liga (Nacional B) spielt. Es gibt zwei Autorennbahnen – der Automobilsport hat eine lange Tradition – und eine Pferderennbahn.

## Tourismus
Südlich befindet sich in einer touristisch attraktiven Bucht der mondäne Strandort Rada Tilly, der südlichste voll ausgebaute Badeort der Welt. Er ist sowohl Fremdenverkehrsziel als auch Schlafstadt von Comodoro Rivadavia; seine permanente Bevölkerung wächst sehr schnell an und betrug 2010 9.100 Einwohner.

## Städtepartnerschaft
- Coyhaique, Chile

## Söhne und Töchter der Stadt
- Mario Alberto Santana, Fußballnationalspieler
- Pablo Cesar Barrientos, Fußballspieler
- Rodrigo Gardella, Intellektueller und Schriftsteller
- Oscar Payaguala, Singer/Songwriter, Folkloresänger[7]
- Roque de Pedro, Komponist, Pianist, Musikwissenschaftler und -pädagoge
- Sixto Raimundo Peralta Salso, Fußballspieler
- Erardo Cristoforo Rautenberg (1953–2018), Generalstaatsanwalt des deutschen Bundeslandes Brandenburg und Publizist
- Ada Rave (* 1974), Jazz- und Improvisationsmusikerin
- Gisela Zoch-Westphal (1930–2023), deutsch-schweizerische Schauspielerin und Rezitatorin